# L'ocell de foc
|  | Aquest article tracta sobre el ballet de dansa clàssica. Si cerqueu la novel·la d'Emili Teixidor, vegeu «L'ocell de foc (Emili Teixidor)». |

L'ocell de foc (rus: Жар-пти́ца, Jar-ptitsa) és un ballet de dansa clàssica en dues parts i set quadres coreografiat per Mikhaïl Fokin per als Ballets Russos, basat en els contes tradicionals russos del mateix nom, amb llibret d'Aleksandr Golovín, música d'Ígor Stravinski i vestuari de Léon Bakst. Es va estrenar el 1910 a París. Va ser el primer encàrrec que els Ballets Russos van fer a Stravinski i l'èxit que el va presentar en societat i el va fer famós.

## Història

### Creació de l'obra
L'any 1909, Stravinski tenia 27 anys i encara no se'l coneixia per Europa, tot i que algunes de les seves obres ja havien tingut cert reconeixement pel fet d'haver estudiat amb Rimski-Kórsakov, qui el va impulsar a compondre. Les seves primeres obres orquestrals van ser ben rebudes, però no van impactar gaire ni el van posicionar en l'elit musical.
Aquell mateix any, Stravinski va rebre un telegrama de Serguei Diàguilev, qui acabava d'arribar a Sant Petersburg. Diàguilev li proposava escriure la música de L'ocell de foc per a la temporada dels Ballets Russos de l'Òpera de París, que tindria lloc durant la primavera del 1910. Aquesta oferta ja s'havia fet a Aleksandr Txerepnín, a Anatoli Liàdov i eventualment a altres, els quals l'havien refusat. Stravinski coneixia Diàguilev, ja que, poc temps abans, quan Stravinski havia estrenat la seva obra per a orquestra Scherzo Fantastique, Diàguilev era al públic. I, tot i que no se sap exactament si es van conèixer immediatament després del concert o no, es conserva la descripció de la seva primera reunió, explicada pel mateix Stravinski:
| «                                                                                              | (anglès) I had been playing my Fireworks in the piano version at a concert in the Conservatory. Afterwards he sent round his card with a note, asking me to call the following day at 3:00 p.m. Of course I knew who he was, everyone did, so I went...There was a small entrance hall, I sat and waited. Laughter could be heard from an inner room. Time passed. You know I was young, but already impatient. I grew restless. After twenty minutes I got up and moved to the street door. As I grasped the handle, a voice behind me said, ‘Stravinsky, pridite, pridite’, come in. I went in. You know, my dear, I’ve often wondered if I’d opened that door, whether I would have written Le Sacre du printemps. | (català) Havia estat tocant els meus Focs artificials en la versió per a piano en un concert al Conservatori. Després va enviar la seva targeta amb una nota, demanant-me que li truqués l'endemà a les 15:00. Per descomptat sabia qui era, tothom ho sabia, així que hi vaig anar... Hi havia un petit rebedor, em vaig asseure i vaig esperar. Se sentia riure des d’una habitació interior. Va anar passant l'estona. Saps que era jove, però ja impacient. Em vaig sentir inquiet. Al cap de vint minuts, em vaig aixecar i vaig anar cap a la porta del carrer. Quan vaig agafar el mànec, una veu al meu darrere em deia: "Stravinski, pridite, pridite", entra. Vaig entrar. Saps, estimat, sovint m’he preguntat si en cas que hagués obert aquella porta hauria escrit La consagració de la primavera. | » |
| — Igor Stravinski, Drummond, John. Speaking of Diaghilev. London: Faber and Faber, 1999, p. 21 | | |   |

L'ocell de foc va ser el segon encàrrec que Diàguilev va fer a Stravinski. No li va agradar la idea de la data límit, perquè creia que no l'acabaria a temps. Malgrat tot, va acceptar la temptadora oferta.
El que Diàguilev buscava era un "ballet purament nacionalista" i l'argument de l'obra va ser desenvolupat durant conferències amb persones importants, des de poetes i escriptors fins a pintors. Evidentment, Stravinski ho va veure com una oportunitat d'ensenyar internacionalment el seu potencial, i durant l'hivern del 1909 va començar a treballar en el ballet. Un dia, mentre componia, estava poc concentrat en l'obra, i li va sorgir una melodia, que posteriorment es convertiria en el tema de La consagració de la primavera.
Tot i que ell va afirmar a la seva biografia que L'ocell de foc mai l'havia atret com a tema, que no li havia agradat la coreografia perquè demanava massa als ballarins, i que no havia tingut mai ganes de complir amb l'encàrrec, el va acabar complint. A mesura que anava acabant-ne fragments els entregava a Mikhaïl Fokin, coreògraf amb qui va treballar molt estretament, i que s'ocupava de la coreografia del ballet.
Referent a la feina que va fer amb Fokin, Stravinski explica el següent:
| « | (anglès) To speak of my own collaboration with Fokine means nothing more than to say that we studied the libretto together, episode by episode, until I knew the exact measurements required of the music. | (català) Parlar de la meva pròpia col·laboració amb Fokin no significa res més que dir que vam estudiar el llibret junts, episodi per episodi, fins que vaig conèixer les mesures exactes necessàries per a la música. | » |
| — Igor Stravinski i Robert Craft, Expositions and Developments. London: Faber Music Limited, 1959, p. 129. | | |   |

Aquesta opinió era compartida per Fokin, amb relació a Stravinski, però es va començar a desfer quan Fokin i Diàguilev van començar a exercir més control sobre el producte final, i Stravinski va quedar en segon pla, com a "acompanyament per a la dansa", fet que el va irritar molt.
Tot i aquesta disputa, Stravinski va acabar la composició per a piano el 21 de març de 1910, i va enviar per correu la partitura orquestral completa el maig del mateix any. A partir d'aquí, Fokin va començar tots els assajos de L'ocell de foc, i a Stravinski, a més d'assistir a aquests assajos, se'l va presentar per primer cop a la companyia.
Segons Fokin: 
| «                                                                   | (anglès) Stravinsky wrote many ballets, but none of them so great as The Firebird. In Petrouchka there is power, expression, character, and originality. In The Firebird there is poetry and beauty. | (català) Stravinski va escriure molts ballets, però cap d’ells tan fantàstic com L'ocell de foc. A Petruixka hi ha poder, expressió, caràcter i originalitat. A L’ocell de foc hi ha poesia i bellesa. | » |
| — Mikhaïl Fokin, Memoirs of a Ballet Master. Anatole Chuoy, p. 179. | | |   |

### Recepció
Els Ballets Russos van estrenar L'ocell de foc a l'Òpera de París el 25 de juny de 1910, sota la direcció de Gabriel Pierné. Va tenir un èxit sensacional i Stravinski es va convertir en un nom conegut i en el compositor estrella de Diàguilev. Es va fer amic dels aristòcrates patrocinadors de Diàguilev, d'altres compositors com Debussy (que el va anar a felicitar personalment després de l'espectacle) o Ravel, i fins i tot de coneguts escriptors com Claudel, Proust i l'actiu Sarah Bernhardt.
Les crítiques que va rebre L'ocell de foc van ser molt bones. Al públic de París li van encantar els ballarins, la decoració i la música, ja que aquest era el motiu pel qual compraven les entrades, la història era poques vegades allò en què se centraven. Fins i tot abans de l'estrena, la companyia sentia que seria un gran èxit, i amb cada interpretació del ballet, l'èxit creixia.
A la Nouvelle Revue Française, Henri Ghéon va descriure L'ocell de foc de la següent manera:
| «                                                                                                  | (anglès) The most exquisite marvel of equilibrium we have ever imagined between sounds, movements and forms | (català) La meravella més exquisida d’equilibri que mai hem imaginat entre sons, moviments i formes | » |
| — Henri Gheón, Walsh, Stephen «Stravinsky, Igor». Stravinsky, Igor. Oxford University Press, 2001. | | |   |

### Visió de Stravinski sobre el ballet
Stravinski tenia la seva pròpia visió sobre L'ocell de foc i el seu èxit.
| « | (anglès) Stravinsky was ambivalent about the success of The Firebird. It remained for the rest of his life the piece for which he was most famous and the piece that was most often performed and parodied. […] Stravinsky came to regard The Firebird as conventional in terms of conception and orchestration. […] Unhappy with some of the choreography, he seems to have been relieved when the suite began to be performed as part of an orchestral concert. | (català) Stravinski era ambivalent sobre l’èxit de L’ocell de foc. Va quedar per a la resta de la seva vida com la peça per la qual era més famós, i que es feia i parodiava amb més freqüència. […] Stravinski va arribar a considerar L’ocell de foc com a convencional en termes de concepció i orquestració. […] Insatisfet amb algunes de les coreografies, sembla que es va alleujar quan la suite va començar a interpretar-se com a part d’un concert orquestral. | » |
| — Howard Gardner, «Igor Stravinsky». AVANT. The Journal Of The Philosophical-Interdisciplinary Vanguard, 3/2013, 2013. | | |   |

## Ballet

### Argument

#### Origen de la història
L'ocell de foc és un personatge molt present en els contes de fades del folklore eslau. Apareix, per exemple, a la llegenda "L'ocell de foc i la princesa Vassilissa" o a "Ivan Tsarevitx, l'ocell de foc, i el llop gris". Sempre és descrit com un ocell que brilla sota la llum de la lluna i té plomes de color daurat. Sovint és l'objecte de la recerca de l'heroi de la història, que, després d'haver-ne trobat una ploma, l'utilitza per trobar l'ocell viu i capturar-lo. Aquesta història ha inspirat vàries obres literàries, com El cavallet geperut, de Piotr Ierxov, i Ígor Stravinski mateix s'hi va basar per al seu ballet.

#### Sinopsi
El programa dels Ballets Russos en l'estrena del ballet resumia l'acció de la següent manera:
| « | (castellà) Ivan Zarevich ve un día un pájaro maravilloso, todo de oro y de llamas; le persigue sin poder cogerlo y sólo logra arrancarle una de sus brillantes plumas. La persecución le lleva hasta los dominios de Katschei el Inmortal, el temible semidiós, que quiere apresarlo y convertirlo en piedra, como ya ha hecho con más de un valiente caballero. Pero las hijas de Kastchei t las trece princesas que son sus cautivas interceden y se esfuerzan por salvarlo. Llega el pájaro de fuego, que disipa los encantamientos, y el castillo de Kastchei desaparece y las muchachas, las princesas, Ivan Zarevich y los caballeros son liberados y pueden apoderarse de las preciosas manzanas de oro del jardín. | (català) Ivan Tsarevitx veu un dia un ocell meravellós, tot d'or i de flames; el persegueix sense poder agafar-lo i només aconsegueix arrencar-li una de les seves brillants plomes. La persecució el porta fins als dominis de Kasxei l'Immortal, el temible semidéu, que el vol capturar i convertir en pedra, com ja ha fet amb més d'un valent cavaller. Però les filles de Kasxei i les tretze princeses que són les seves captives intercedeixen i s'esforcen per salvar-lo. Arriba l'ocell de foc, que dissipa els encanteris, i el castell de Kasxei desapareix i les noies, les princeses, Ivan Tsarevitx i els cavallers són alliberats i poden apoderar-se de les precioses pomes d'or del jardí. | » |
| — François-René Tranchefort, Guía de la música sinfónica. Segunda ed. rev. Madrid: Alianza, 2002, p. 1168. ISBN 84-206-8582-8. | | |   |

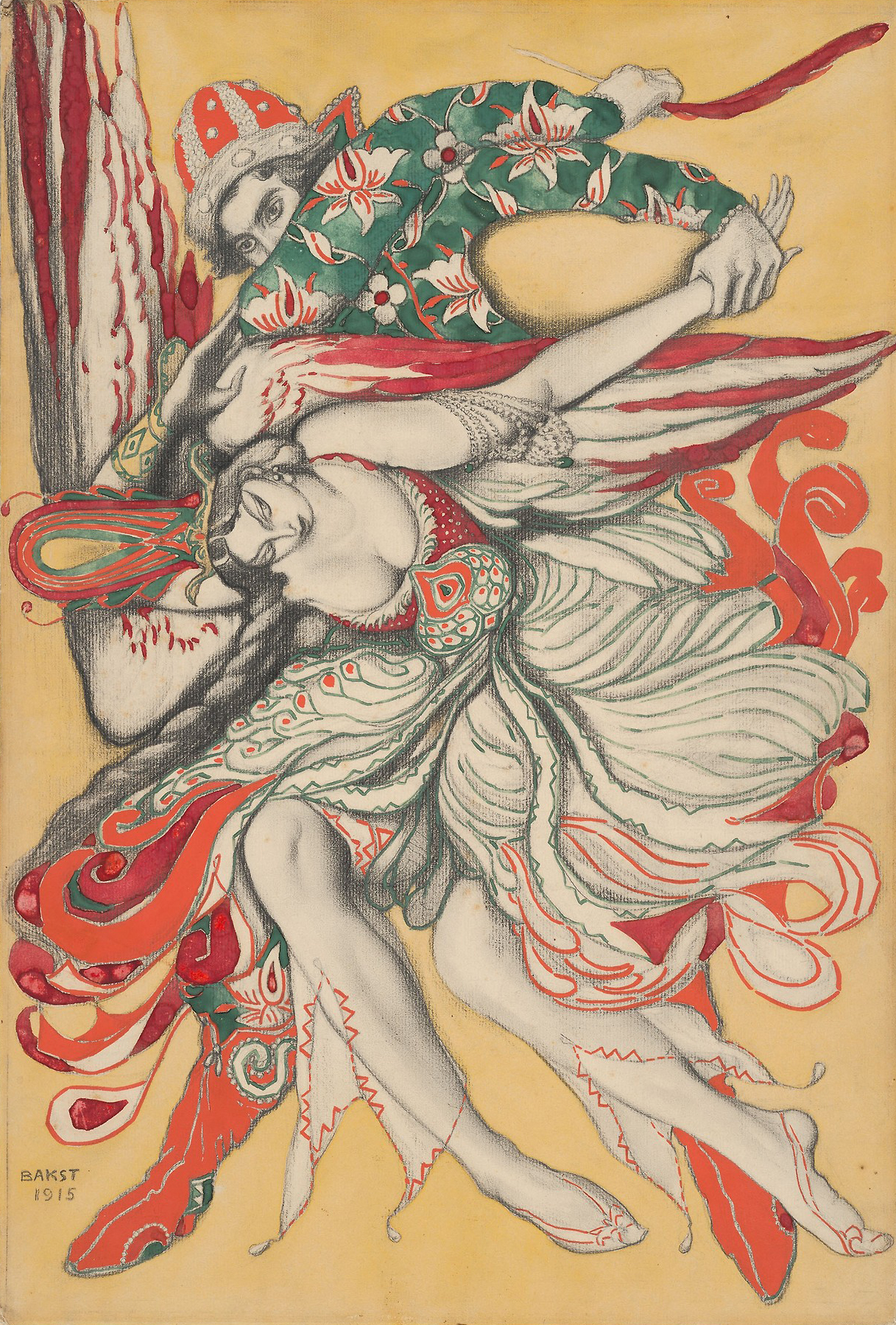
Dibuix de Léon Bakst que mostra al Príncep Ivan capturant l'ocell de foc.

Malgrat tot, aquest resum omet parts de l'obra com la coronació i el casament d'Ivan Tsarevitx, que va ser idea de Stravinski mateix. Mikhaïl Fokin, coreògraf del ballet, va fer-ne un resum més extens en què explica que, al principi de l'obra, el príncep Ivan veu l'ocell de foc sota la llum de la lluna, i és encegat per la seva brillantor. Es prepara per a disparar, però decideix capturar-lo viu. L'ocell vola cap a l'arbre de les pomes daurades al jardí del malvat bruixot Kasxei, on Ivan el captura. L'ocell li suplica, i Ivan el deixa en llibertat, per la qual cosa l'ocell li concedeix una de les seves plomes, la qual, segons diu, li serà útil. Ivan es guarda el talismà i marxa. Aleshores, la porta del castell de Kasxei s'obre i en surten dotze princeses, seguides de la Princesa de Bellesa Sobrenatural, que es posen a jugar amb les pomes d'or. La poma de la Princesa roda cap a un arbust, on Ivan està amagat. Ell la recupera, fa una reverència i li torna la poma. La Princesa, espantada, encara que atreta per la bellesa, modèstia i maneres galants del príncep, marxa vergonyosament. El príncep se n'enamora, i la Princesa també.
L'alba s'acosta, i les princeses retornen al palau de Kasxei. Ivan les vol seguir, però la Princesa l'atura, dient-li que si ho fa morirà. Un cop fora del jardí, s'adona que no pot viure sense ella, i torna per buscar-la. Intentant obrir la porta amb l'espasa, encén l'alarma de Kasxei, un carilló màgic, i els monstres del bruixot surten del palau i el capturen. Apareix Kasxei i l'interroga. Ivan, amb respecte, es treu el barret, i davant l'horrible visió del bruixot, li escup. Els monstres el posen contra al mur, que està construït amb cavallers petrificats, i Kasxei comença l'encantament per tornar-lo de pedra. De sobte, Ivan recorda la ploma de l'ocell de foc. L'agita a l'aire, i l'ocell apareix, llançant un encanteri sobre Kasxei i els seus monstres i forçant-los a ballar fins que caiguin al terra esgotats. Mentrestant, Ivan intenta rescatar la Princesa, però l'ocell de foc el guia cap a un cofre amagat al tronc d'un arbre. Dins del cofre es troba un ou que conté l'ànima de Kasxei i el secret de la seva immortalitat. Quan Ivan l'estreny amb la mà, Kasxei es queixa, i quan se'l passa d'una mà a l'altra, Kasxei vola de banda a banda de l'escenari. Finalment, Ivan el llença contra el terra, i Kasxei cau mort. El seu imperi desapareix i és substituït per una ciutat resplendent. Ivan i la Princesa es casen i són coronats Tsar i Tsarina.

### Anàlisi de la música

#### L'orquestració
L'ocell de foc, juntament amb Petruixka i La consagració de la primavera es consideren ballets molt potents en termes d'orquestració i so en la historia de la música.
El més rellevant de l'orquestració de Stravinski és la importància que dona als instruments individuals. Les combinacions poc convencionals de grups d’instruments afegides a les dinàmiques i tècniques ampliades que utilitza creen un color sonor molt diferent. Algunes de les tècniques instrumentals que utilitza són els harmònics de les cordes obertes a la introducció o el ponticello i col legno a les cordes.
|                | Estructura | Orquestració                                                                                  | Orquestració | Orquestració                                                                            | Orquestració                                       | Durada       |
| Vent fusta     | Estructura | Vent metall                                                                                   | Percussió | Cordes                                                                                  |                                                    | Durada       |
| -------------- | --- | --------------------------------------------------------------------------------------------- | --- | --------------------------------------------------------------------------------------- | -------------------------------------------------- | ------------ |
| Ballet de 1910 | I. Introducció Primer tableau II. El jardí encantat de Kasxei III. Aparició de l'ocell de foc, perseguit per Ivan Tsarevitx IV. Dansa de l'ocell de foc V. Captura de l'ocell de foc per part d'Ivan Tsarevitx VI. Súpliques de l'ocell de foc VII. Aparició de les tretze princeses encantades VIII. Joc de les princeses amb les pomes d'or IX. Brusca aparició d'Ivan Tsarevitx X. Khorovod de les princeses XI. L'alba XII. Carilló feèric, aparició dels monstres de Kasxei XIII. Arribada de Kasxei l'Immortal. Diàleg de Kasxei amb Ivan Tsarevitx. Intercessió de les princeses XIV. Aparició de l'ocell de foc XV. Dansa de la suite de Kasxei encantat per l'ocell de foc XVI. Dansa infernal de tots els subjectes de Kasxei XVII. Berceuse XVIII. Reveil de Kasxei. Mort de Kasxei. Profundes Tenebres Segon tableau XIX. Desaparició del palau i els sortilegis de Kasxei, animació dels cavallers petrificats. Alegria general. | 2 piccolos 2 flautes 3 oboès 1 corn anglès 3 clarinets 1 clarinet baix 3 fagots 1 contrafagot | 4 trompes 3 trompetes 3 trombons 1 tuba 3 trompetes (a l'escenari) 2 tubes wagnerianes tenors (a l'escenari) 2 tubes wagnerianes baixes (a l'escenari) | timbales bombo plats triangle pandereta gong glockenspiel xilòfon celesta 3 arpes piano | violins 1 violins 2 violes violoncels contrabaixos | de 42' a 45' |

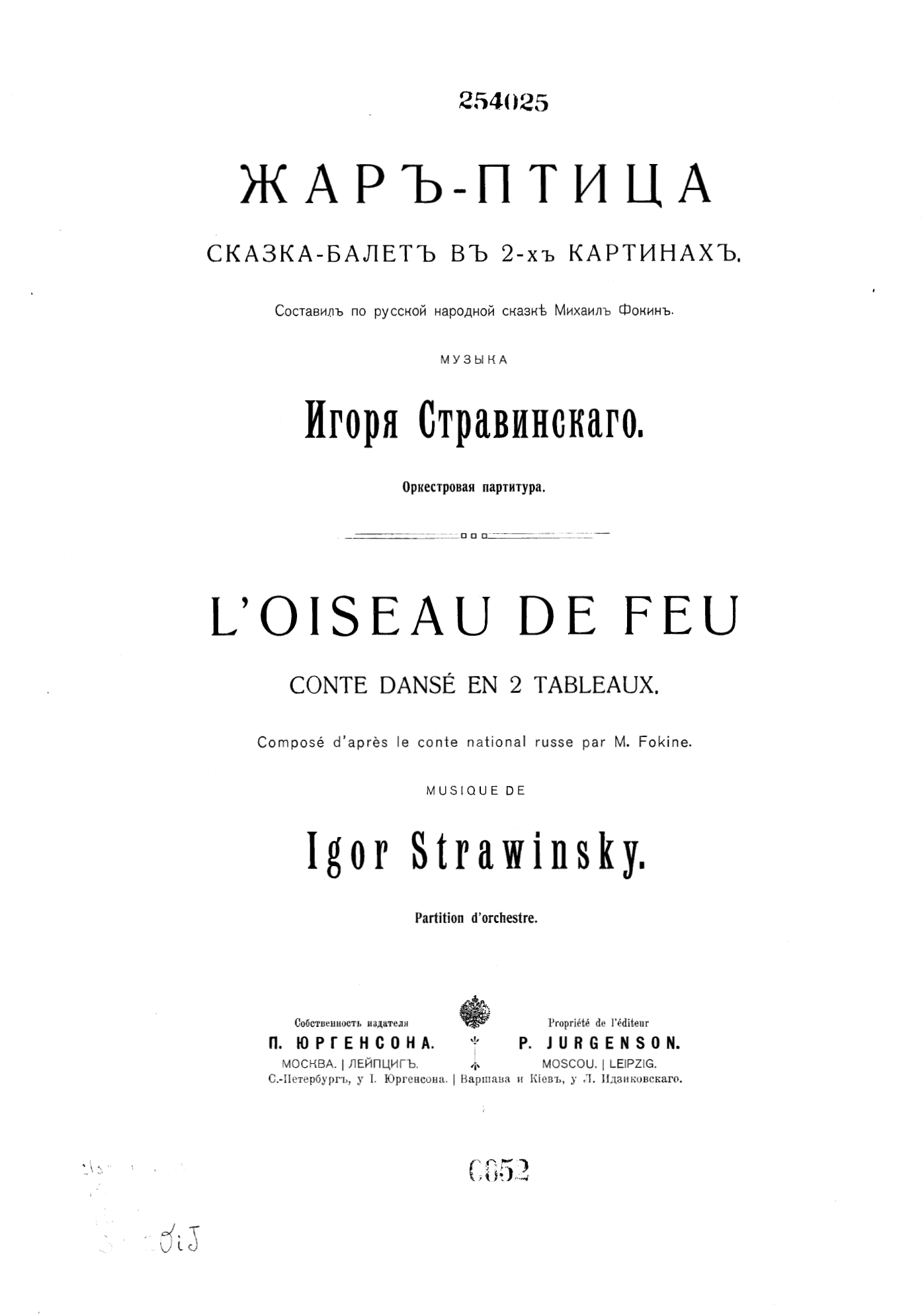
Portada de la primera edició de la partitura orquestral de L'ocell de foc. Edició de P. Jurgenson del 1911 a Moscú.

Stravinski utilitza l'orquestració com a mitjà per recordar-nos un personatge o un instant concret. Sovint no fa servir la mateixa instrumentació sinó la combinació d’un grup d’instruments que ens recorden a un instrument ja esmentat anteriorment.
Un exemple a destacar és la lluita de l’ocell de foc, que es mostra amb un accentuat sforzando seguit d'un pianíssimo (sf>pp) interpretat per les trompes. Aquest motiu clarifica la captura de l’ocell de foc per part del príncep Ivan quan aquest intenta aconseguir la llibertat a l'escena n. 5 (Captura de l'ocell de foc per part d'Ivan Tsarevitx).
Un altre exemple il·lustra el moment en què l’ocell ensenya una de les seves plomes al príncep Ivan a l'escena nº6 (Súpliques de l'ocell de foc). La presentació de la ploma s'orquestra per a un conjunt molt brillant format per un oboè, un clarinet, un piccolo i les cordes fent pizzicato.
Una part important de l’orquestració i l'arranjament es relaciona amb la coreografia i el ballet i es crea tenint això en compte. Stravinski impulsa aquest principi fent expressa la relació coreografia-música. Un exemple és el diàleg entre Kasxei i el príncep Ivan: a través de primer un grup format per trompes i trombons Kasxei intenta desafiar el príncep Ivan. Seguidament, Kasxei atrau el príncep Ivan amb el tema que continua, interpretat per trompes, clarinet, piccolo i clarinet baix. Davant de l’actitud indiferent del príncep Ivan, Kasxei li exigeix que s'agenolli davant d’ell (això s'exemplifica amb un acord sforzando interpretat per trompes, trombons, tuba, bombo i pizzicato a les cordes inferiors). Tots aquests exemples corresponen a una escena teatral, i no a moviments de dansa. Per tant, la música il·lustra també els gestos físics que fan els personatges, i no només quan aquests ballen.

Una de les característiques principals amb què s'identifica Stravinski i el seu so únic (especialment al periode dels Ballets Russos) és el carácter percussiu de l'orquestració. A L’ocell de foc es veu reflectit en la Dansa Infernal de Kasxei, on les dinàmiques són molt fortes, reforçant els pizzicato de les cordes amb l’accentuació dels trombons. És curiós i a destacar l’ús de l'arpa com a element percussiu, un paper poc convencional per a aquest instrument, igual que per a les cordes.

#### Utilització del leitmotiv
A la música del ballet de 1910 es poden trobar nombrosos leitmotiv. Una característica important d’aquests motius és que hi ha una diferenciació entre els personatges sobrenaturals, que s'identifiquen amb motius cromàtics i els personatges mortals, que corresponen a motius diatònics.
Sobre la utilització de leitmotiv i la relació entre aquests i els mateixos personatges, Stravinski va dir:
| « | (anglès) When I composed The Firebird I had not yet completely broken with all the devices covered by the term Music Drama. For example I was still rather susceptible to the system of characterization of different personages, or of different dramatic situations. And this system shows itself in the introduction of processes belonging to the order of what is called Leitmotiv. Thus, in The Firebird all that is concerned with the evil genius, Kastchei, all that be longs to his kingdom: the enchanted garden, the ogres and monsters of all kinds who are his subjects, and, in general, all that is magical or mysterious, marvelous or supernatural, is characterized in the music by what may be termed Leit-harmony.... In contrast with this magical, chromatic music, the mortal element (the prince and the princesses) is allied with characteristically Russian music of a diatonic type. | (català) Quan vaig compondre L’ocell de foc encara no havia desistit del tot amb els elements que formen part del terme Drama Musical. Per exemple, encara era bastant susceptible al sistema de caracterització de diferents personatges o de diferents situacions dramàtiques. I aquest sistema es mostra en la introducció de processos pertanyents al que s'anomena Leitmotiv. Així, a L’ocell de foc, tot el que es refereix al malvat geni Kasxei té a veure amb tot el seu regne: el jardí encantat, els ogres i monstres de tota mena que són els súbdits, i en general, tot allò que és màgic o misteriós, meravellós o sobrenatural, es caracteritza per la música del que es pot anomenar Leit-harmonia... En contrast amb aquesta música màgica i cromàtica, l'element mortal (el príncep i les princeses) s'alia amb la música característica russa de tipus diatònic. | » |
| — Mark McFarland, «"Leit-harmony", or Stravinsky's Musical Characterization in "The Firebird"». International Journal of Musicology, 3, 1994, pàg. 203-233. | | |   |

##### Leitmotiv dels personatges sobrenaturals

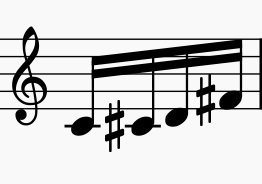
Motiu de l'ocell de foc

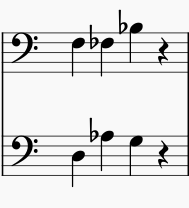
Motiu de Kasxei ("les Terceres Màgiques")

Sobre el leitmotiv del personatge de Kasxei, per exemple, Stravinski va afirmar:

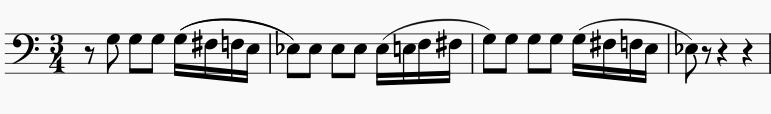
Motiu mim de Kasxei

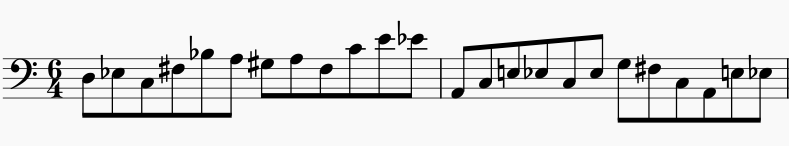
Motiu núm. 1 de la comitiva de Kasxei "La Dansa Infernal"

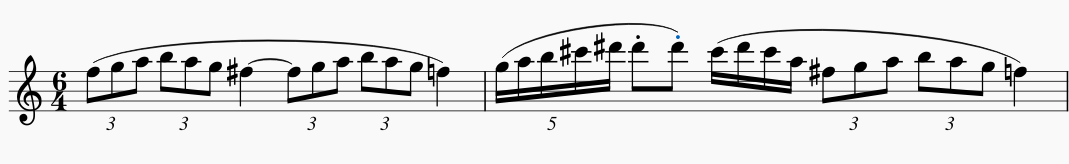
Motiu núm. 2 de la comitiva de Kasxei

| « | (anglès) [Kastchei's Magic Thirds] consists of a major and minor third in alternation .... Always a minor third is followed by a major third, and vice-versa. Similarly, the melodic intervals forming these thirds consist of an augmented fourth (or a diminished fifth) which rises and a minor second which falls, alternately in the upper and the lower part (treble and bass). These intervals in turn serve to form the basis of the benevolent, but still magical apparition of the Bird. | (català) [Les Terceres Màgiques de Kasxei] consisteixen en una tercera major i una tercera menor que es van alternant ... Una tercera menor sempre va seguida d’una tercera major i viceversa. De la mateixa manera, els intervals melòdics que formen aquestes terceres consisteixen en una quarta augmentada (o una cinquena disminuïda) que puja i una segona menor que cau, alternativament a la part superior i inferior (aguts i greus). Aquests intervals, al seu torn, serveixen per constituir la base de l’aparició benevolent, però encara màgica de l’ocell. | » |
| — Mark McFarland, «"Leit-harmony", or Stravinsky's Musical Characterization in "The Firebird"». International Journal of Musicology, 3, 1994, pàg. 203-233. | | |   |

##### Leitmotiv dels personatges mortals

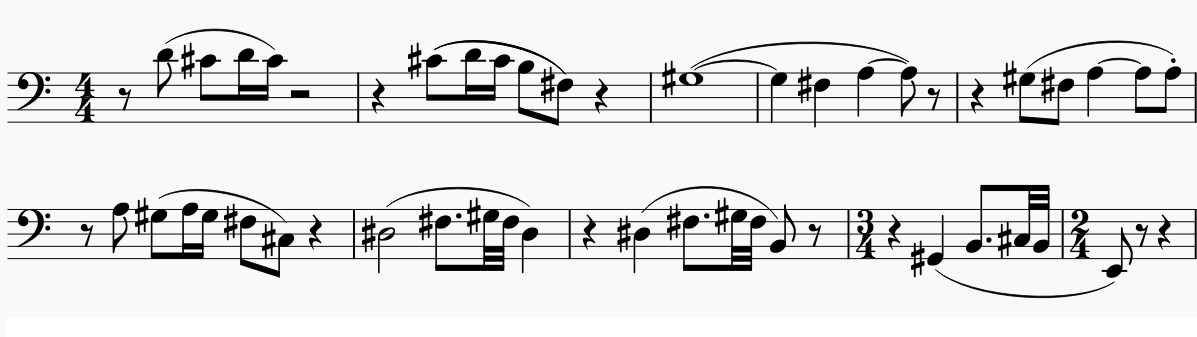
Motiu del príncep Ivan

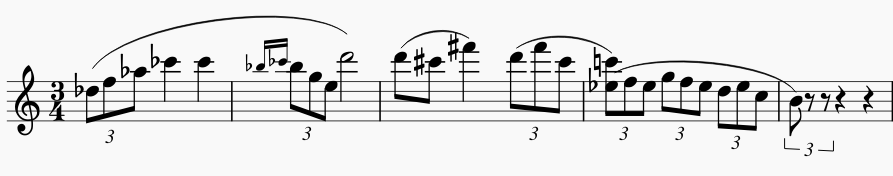
Motiu de les Princeses

### Coreografia

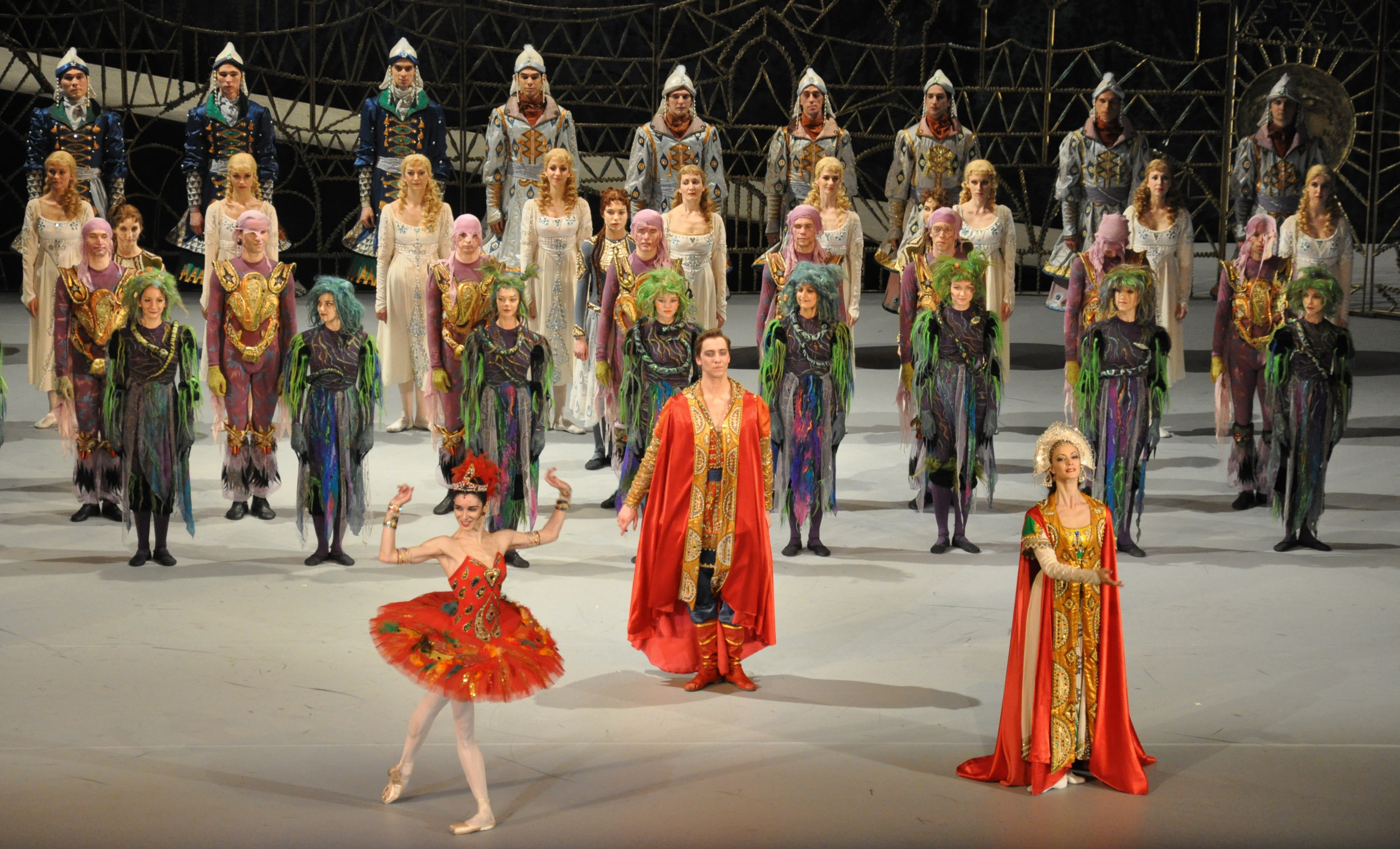
L'ocell de foc en una representació a Salzburg el 2013. Podem veure en primer pla l'ocell, la Princesa i el Príncep.

La coreografia del ballet és de Mikhaïl Fokin i va ser trencadora. Des de molts punts de vista, el ballet encara està lligat a les convencions i l'estètica de finals del segle xix, però Fokin va allunyar-se del ballet clàssic per fer ús d'un estil de moviment més realista i derivat de les danses folklòriques. L'aspecte més innovador és l'abolició de l'ús de pantomimes convencionals de gestos estereotipats, a través del qual el ballet clàssic representava, descrivia i narrava les accions i els diàlegs imaginaris entre els protagonistes en els moments que servien d’enllaç entre els diversos números de ball. En lloc d’aquest desgastat codi mímic, Fokin va optar per modes de moviment més expressius, en què tot el cos estava més orgànicament implicat, és a dir, més a prop de la dansa que de la mímica.
El paper de l'ocell de foc, interpretat per una dona, és complicat de ballar i fascinant de veure; entra a escena en una ràfega de moviment, i els seus passos són atrevits i plens d'energia. Els monstres de Kasxei transformen l'escenari en una flamarada de color i detalls folklòrics.

## Adaptacions

### Suites
A més de la partitura del ballet de 1909-10, Stravinski va arranjar tres suites per a ser tocades en concert, que daten de 1911, 1919 i 1945.
|               | Estructura | Orquestració                           | Orquestració                            | Orquestració                                                                            | Orquestració                                       | Durada       |
| Vent fusta    | Estructura | Vent metall                            | Percussió                               | Cordes                                                                                  |                                                    | Durada       |
| ------------- | --- | -------------------------------------- | --------------------------------------- | --------------------------------------------------------------------------------------- | -------------------------------------------------- | ------------ |
| Suite de 1911 | 1. Introducció 2. El jardí encantat de Kasxei 3. Dansa de l'ocell de foc 4. Súplica de l'ocell de foc 5. El joc de les princeses amb les pomes d'or 6. El khorovod de les princeses 7. Dansa infernal               | 2 flautes 2 oboès 2 clarinets 2 fagots | 4 trompes 2 trompetes 3 trombons 1 tuba | timbales bombo plats triangle pandereta gong glockenspiel xilòfon celesta 3 arpes piano | violins 1 violins 2 violes violoncels contrabaixos | de 20' a 22' |
| Suite de 1919 | 1. Introducció 2. L'ocell de foc i la seva dansa 3. Variacions de l'ocell de foc 4. El khorovod de les princeses 5. Dansa infernal del Rei Kasxei 6. Cançó de bressol 7. Finale                                     | 2 flautes 2 oboès 2 clarinets 2 fagots | 4 trompes 2 trompetes 3 trombons 1 tuba | timbales bombo plats triangle xilòfon arpa piano (o celesta)                            | violins 1 violins 2 violes violoncels contrabaixos | de 20' a 22' |
| Suite de 1945 | 1. Introducció 2. Preludi i dansa 3. Variacions 4. Pantomima I 5. Pas de dos 6. Pantomima II 7. Scherzo 8. Pantomima III 9. El khorovod de les princeses (rondó) 10. Dansa infernal 11. Cançó de bressol 12. Finale | 2 flautes 2 oboès 2 clarinets 2 fagots | 4 trompes 2 trompetes 3 trombons 1 tuba | timbales bombo tambor tamborí plats triangle xilòfon arpa piano                         | violins 1 violins 2 violes violoncels contrabaixos | de 28' a 30' |

### Versió per a piano
El mateix Stravinski va fer una adaptació de la música del ballet per a piano sol (1910), amb una estructura que coincideix amb la del ballet original.
El repte de fer una transcripció d’una peça orquestral per a piano és molt gran perquè no hi ha prou dits per fer-ho tot. La versió per a piano sol de L’ocell de foc sembla més una eina per ajudar en els assajos del ballet que una peça per ser tocada en concerts. Una de les coses que ho fa pensar són les escasses anotacions en la partitura de piano, quan Stravinski era conegut per ser molt exigent i complementar tots els detalls en les seves partitures.
El pianista que vulgui interpretar aquesta peça té l'exigència d’intentar emular el color de l'orquestra només amb el piano, així com totes els detalls que això en deriva. Al final, la versió per a piano de L’ocell de foc resulta ser convincent per interpretar-la com a obra de concert.

## Enregistraments destacats
| Any de publicació | Orquestra                           | Director           | Companyia d'enregistraments | Format    | Notes                                                                                           |
| ----------------- | ----------------------------------- | ------------------ | --------------------------- | --------- | ----------------------------------------------------------------------------------------------- |
| 1916              | Orquestra Simfònica de Beecham      | Sir Thomas Beecham | Columbia Gramophone Company | 78 RPM    | Tres fragments de la suite de 1911. Primer enregistrament comercial de la música de Stravinski. |
| 1924              | Orquestra Simfònica de Londres      | Albert Coates      | His Master's Voice          | 78 RPM    | Primer enregistrament de la suite de 1911 completa.                                             |
| 1924              | Orquestra de Filadèlfia             | Leopold Stokowski  | Victor                      | 78 RPM    | Primer enregistrament acústic de la suite de 1919 completa.                                     |
| 1925              | Orquestra Filharmònica de Berlín    | Oskar Fried        | Polydor                     | 78 RPM    | Primer enregistrament elèctric de la suite de 1919 completa.                                    |
| 1947              | Orquestra Filharmònica de Nova York | Ígor Stravinski    | Columbia Records            | 78 RPM/LP | Primer enregistrament de la suite de 1945 completa.                                             |
| 1960              | Orquestra Simfònica de Londres      | Antal Doráti       | Mercury Records             | LP        | Primer enregistrament de la partitura original de 1911.                                         |

## A la cultura popular
Es van utilitzar fragments de L'ocell de foc a la pel·lícula Allegro non troppo, de Bruno Bozzetto, i a Fantasia 2000, de Disney.
El llibre Firebird, de Saviour Pirotta i Catherine Hyde, està basat en la història original que va inspirar el ballet, i va ser publicat el 2010 com a celebració del centenari de l'estrena del ballet.
La influència de L'ocell de foc ha anat més enllà de la música clàssica. Frank Zappa va estar molt influenciat per la música de Stravinski i va utilitzar la melodia de la Berceuse al seu àlbum Absolutely Free de 1967. La banda de rock progressiu Yes ha utilitzat regularment la música del Finale del ballet per a la seva entrada a l'escenari en els concerts des de 1971.
Va ser utilitzat a la cerimònia d'obertura dels Jocs Olímpics d'Hivern de Sotxi el 2014.

## L'ocell de foca Barcelona
La primera audició de l'obra a Barcelona va ser l'any 1916 al Palau de la Música de la mà de l'Orquestra Simfònica de Madrid i sota la direcció d'Enric Fernández Arbós; van interpretar les primícies del ballet en forma de suite. Va ser el 5 de novembre de 1917 quan es va representar tot el ballet complet amb la companyia dels Ballets Russos de Serguei Diàguilev al teatre del Liceu.
El 13 de març de 1924, en el marc del cicle de concerts que tenien lloc durant la quaresma, es va interpretar la versió de concert que va arranjar el mateix Stravinski i en la qual es redueix l'orquestra i es modifica la composició general de la suite. Aquest concert va tenir una gran ressonància en l'ambient cultural de la ciutat, els mitjans de comunicació més destacats de l'època en van fer publicitat, i és que era la primera vegada que el mateix Stravinski dirigia a Barcelona algunes de les seves obres. El programa d'aquest concert va comptar amb obres de Mozart, Wagner, Wolf, Strauss i Stravinski.